# ایگناسیو گونسالس (بازیکن فوتبال، زاده ۱۹۴۴)
ایگناسیو گونسالس (اسپانیایی: Ignacio González‎؛ زادهٔ ۱۶ ژوئن ۱۹۴۴) بازیکن فوتبال اهل گواتمالا بود.
وی همچنین در تیم ملی فوتبال گواتمالا بازی کرده است.